# Michał Kozal
Michał Kozal (* 25. September 1893 in Neuvorwerk/Nowy Folwark, Kreis Krotoschin; † 26. Januar 1943 in Dachau) war ein polnischer Bischof und Märtyrer. Er wurde am 14. Juni 1987 seliggesprochen. Sein Gedenktag ist der 26. Januar, in Polen auch der 14. Juni.

## Leben
Der Sohn von Johann Kozal und Marianna, geborene Płaczków, polnischen Bauersleuten, die auf dem Rittergut eines preußischen Junkers arbeiteten, besuchte die Volksschule in Kobiernie und anschließend das Gymnasium in Krotoszyn. 1914 trat er in das Priesterseminar des Erzbistums Posen ein. Ab 1917 studierte er weiter im Seminar in Gnesen. Am 23. Februar 1918 wurde er dort zum Priester geweiht. Bis zum Jahr 1922 war er als Kaplan in verschiedenen Pfarreien eingesetzt. Am 29. September 1922 wurde er zum Präfekt des katholischen humanistischen Mädchengymnasiums  Bromberg/Bydgoszcz ernannt. Neben der Leitung unterrichtete er auch als Religionslehrer. 1927 berief ihn Erzbischof August Hlond 1927 als Spiritual an das Priesterseminar in Gnesen, von 1929 bis 1939 war er dort auch Rektor. 1933 ernannte ihn Papst Pius XI. zum Päpstlichen Kammerherrn (Geheimkämmerer).
Am 10. Juni 1939 ernannte ihn Papst Pius XII. zum Weihbischof in Włocławek und zum Titularbischof von Lappa. Die Bischofsweihe empfing er am 13. August 1939 in der Kathedrale von Włocławek. Er wurde Generalvikar des Bischofs von Włocławek Karol Mieczysław Radoński und – nachdem dieser im September 1939 von der nationalsozialistischen Besatzungsmacht gezwungen wurde das Land zu verlassen – Diözesanadministrator des Bistums Włocławek.

## Martyrium

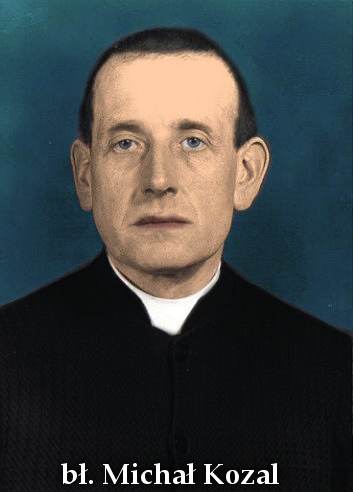
Andachtsbild des Seligen

Nach der Invasion der deutschen Truppen in Polen am 1. September 1939 weigerte er sich, zu fliehen und stand den Menschen seiner Diözese in dieser Situation nach Kräften bei. Er protestierte und intervenierte vergeblich gegen die kirchenfeindlichen Maßnahmen der Besatzer. Am 7. November 1939 wurde er zusammen mit vielen Priestern seiner Diözese und dem gesamten Priesterseminar mit allen Seminaristen und Professoren von der Gestapo verhaftet und nach fast 10 Wochen Verhör und Folter in einem Salesianerkloster im Warthegau interniert. Am 3. April 1941 wurde er über Berlin in das Konzentrationslager Dachau deportiert, wo er am 25. April eintraf. 
Dort war er als Häftling im Pfarrerblock bemüht, den mitgefangenen Priestern zu helfen, als Seelsorger und durch das Verschenken seiner eigenen spärlichen Mahlzeiten. Er litt sehr unter dem Glaubenshass der SS, die ihn folterte und schlug, und unter den Peinigungen einiger Mithäftlinge. Der Häftling mit der Nummer 25544 wurde wiederholt gefoltert, geschlagen und misshandelt. Trotzdem blieb er stets ruhig und segnete alle Mitgefangenen und sogar seine Feinde und betete für sie. Im Januar 1943 wurde er aufgrund von Hunger und Erschöpfung wegen einer schmerzhaften Mittelohrentzündung auf der Krankenstation des Lagers aufgenommen und dort am 26. Januar 1943 mit einer Giftspritze ermordet, als bekannt geworden war, dass er ein katholischer Bischof war. Der Totenschein des Lagerarztes gab an: an Typhus verstorben. Die Mithäftlinge baten darum, den Leichnam auf dem Dachauer Friedhof beizusetzen, doch der Lagerkommandant ließ ihn auf Druck aus Berlin am 30. Januar im Krematorium des Lagers einäschern. Seine Asche wurde in den angrenzenden Flüssen verstreut, um jeder Verehrung eines Märtyrergrabes vorzubeugen. Der Antrag der Familie um Aushändigung der Urne und der persönlichen Gegenstände des Bischofs wurden abgelehnt. Die Insassen und Zeugen des Martyriums von Bischof Kozal baten schon 1946, die Kanonisierung einzuleiten, hatten aber erst 1957 Erfolg. Am 14. Januar 1987, auf seiner dritten Polenreise, sprach Papst Johannes Paul II. den Märtyrerbischof Michał Kozal in Warschau selig.
Er ist Patron der polnischen Bistümer Bydgoszcz und Włocławek, Patron der Stadt Włocławek sowie Patron vieler Kirchen in Polen.